# コリン・フォード
コリン・フォード（Colin Ford, 1996年9月12日 - ）は、アメリカ合衆国の俳優、声優である。テレビドラマ『スーパーナチュラル』で子供時代のサム・ウィンチェスターを演じたことで知られる。

## キャリア
1996年9月12日に、アメリカのテネシー州ナッシュビルに生まれた。子供のころから、カメラに映ることが好きだったという。このことが、俳優の道に進む一因となった。4歳のとき、広告のモデルを始めた。
5歳のとき、映画『メラニーは行く!』に出演した。その後も低予算映画に出演し、俳優としての経験を積んでいった。
2004年には、映画『The Work and the Glory』においてマシュー・スティードを演じた。翌年にはブラッド・ピットとアンジェリーナ・ジョリーとともに雑誌『W』の広告写真に起用された。このことで知名度は上昇し、ドラマ『ヤング・スーパーマン』への出演につながった。
学業については、男女共学で米国聖公会系のキャンベル・ホール校に進学した。そこには、『幸せへのキセキ』で共演したエル・ファニングも通っていた。
2019年10月より、Netflixオリジナルドラマ『デイ・ブレイク〜世界が終わったその先で〜』において主演を務めている。

## 出演作品

### 映画
| 公開年 | 題名                                                                             | 役名                         | 備考           |
| ------ | -------------------------------------------------------------------------------- | ---------------------------- | -------------- |
| 2002   | メラニーは行く! Sweet Home Alabama                                               | クリントン・ジュニア         | クレジットなし |
| 2003   | 新Mr.ダマー ハリーとロイド、コンビ結成！ Dumb and Dumberer: When Harry Met Lloyd | 幼いころのロイド             | クレジットなし |
| 2004   | Moved                                                                            | 幼いころのノエル・フランクス | 短編映画       |
| 2004   | The Work and the Glory                                                           | マシュー・スティード         |                |
| 2005   | The Work and the Glory: American Zion                                            | マシュー・スティード         |                |
| 2006   | アントブリー The Ant Bully                                                       | 紅組の一員                   |                |
| 2007   | デス・リベンジ In name of the King: A Dungeon Siege Tale                         | ゼフ                         |                |
| 2008   | Lake City                                                                        | クレイトン                   |                |
| 2009   | PUSH 光と闇の能力者 Push                                                         | 若いころのニック             |                |
| 2009   | ブライダル・ウォーズ Bride Wars                                                  | 追加の声                     |                |
| 2010   | クロエ・モレッツ ジャックと天空の巨人 Jack and the Beanstalk                     | ジャック                     |                |
| 2011   | 幸せへのキセキ We Bought a Zoo                                                   | ディラン・ミー               |                |
| 2012   | ディス/コネクト Disconnect                                                       | ジェイソン・ディクソン       |                |
| 2012   | Eye of the Hurricane                                                             | マイク・バラード             |                |
| 2018   | ファミリー・ブラッド Family Blood                                                | カイル                       |                |
| 2020   | グランパ・ウォーズ おじいちゃんと僕の宣戦布告 The War with Grandpa               | ラッセル                     |                |

### テレビ
| 年        | 題名                                                                        | 役名                             | 備考                                     |
| --------- | --------------------------------------------------------------------------- | -------------------------------- | ---------------------------------------- |
| 2005      | ヤング・スーパーマン Smallville                                             | 若いころのエヴァン・ギャラハー   | シーズン4 第20話「はかない命」           |
| 2006      | ザ・トゥナイト・ショー・ウィズ・ジェイ・レノ The Tonight Show with Jay Leno |                                  |                                          |
| 2006      | 女検察官アナベス・チェイス Close To Home                                    | ハル・ブルックス                 | シーズン2 第5話 「遺産」                 |
| 2007      | ジャーニーマン 時空を越えた赤い糸 Journeyman                                | 若いころのエイデン・ベネット     | シーズン1 第10話 「思わぬ誤算」          |
| 2007–2016 | スーパーナチュラル Supernatural                                             | 若いころのサム・ウィンチェスター | 計6話に出演                              |
| 2008      | マイキーとアル マナーをおぼえよう Can You Teach My Alligator Manners?       | ミッキー (声の出演)              | 計10話に出演                             |
| 2009      | きんきゅうしゅつどう隊 OSO Special Agent Oso                                | ジョー (声の出演)                | 第3話Ａパート「ほんをさがして」          |
| 2010      | プライベート・プラクティス 迷えるオトナたち Private Practice                | ウォーカー                       | シーズン3 第14話 「恋の準備」            |
| 2010      | CSI:マイアミ CSI: Miami                                                     | コディ・ウィリアムス             | シーズン8 第22話 「破壊の前兆」          |
| 2010      | Hawaii Five-0                                                               | エヴァン・ローリー               | シーズン1 第2話 「家族」                 |
| 2010–2013 | ファミリー・ガイ Family Guy                                                 | 追加の声                         | 計8話に出演                              |
| 2011–2013 | ジェイクとネバーランドのかいぞくたち Jake and the Never Land Pirates        | ジェイク (声の出演)              | 計36話に出演                             |
| 2012      | レボリューション Revolution                                                 | マイケル                         | シーズン1 第7話 「兵士工場」             |
| 2012-2013 | The Mob Doctor                                                              | サム・クーパー                   | 計2話に出演                              |
| 2013-2015 | アンダー・ザ・ドーム Under the Dome                                         | ジョー・マカリスター             | メインキャスト                           |
| 2013      | ちいさなプリンセス ソフィア Sofia the First                                 | ヒューゴ王子 (声の出演)          | シーズン1 第1話 「プリンセスのすること」 |